# Nada Kruger

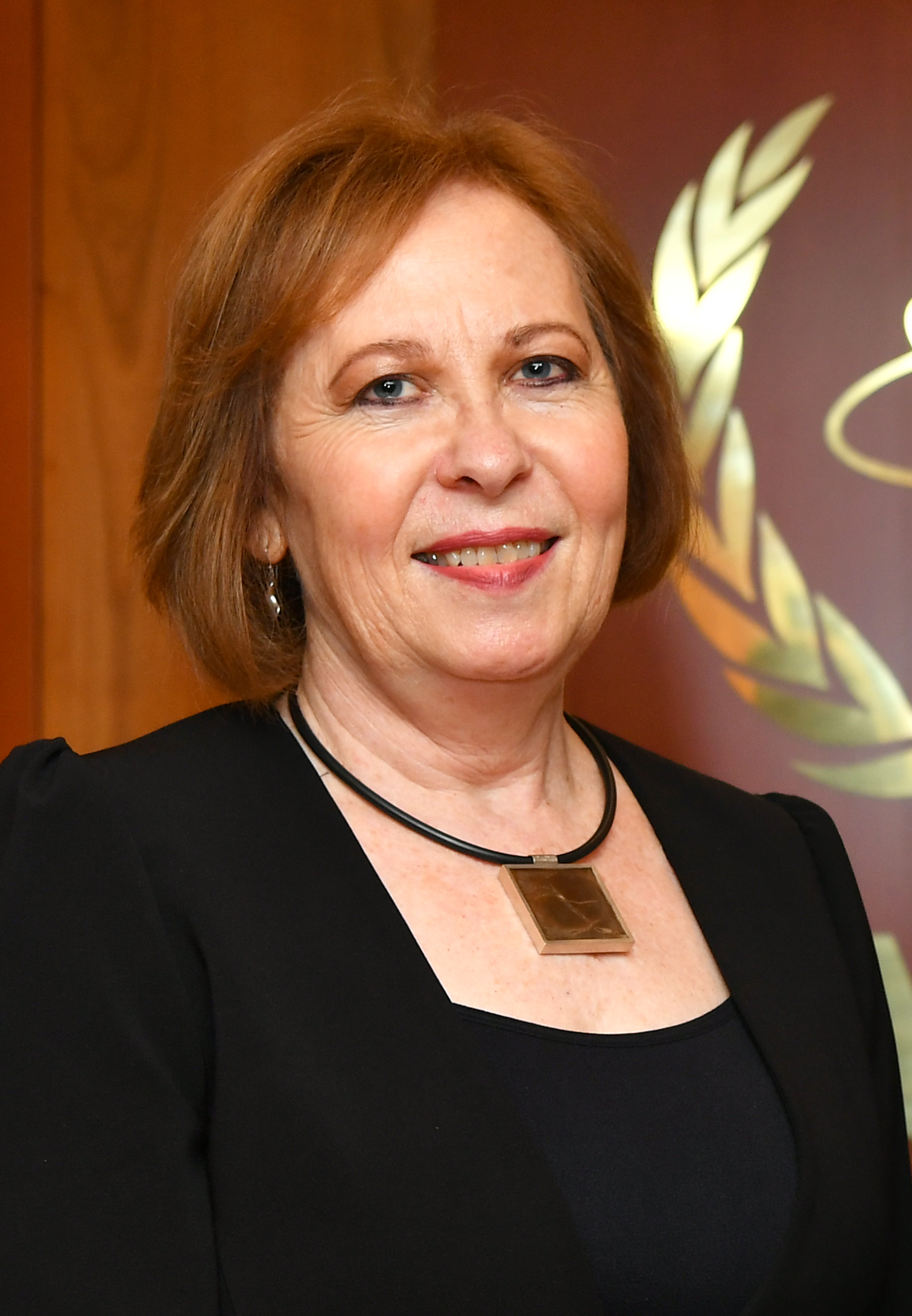
Nada Kruger (2019)

Nada Kruger (* 12. Oktober 1960 in Südwestafrika) ist eine ehemalige namibische Diplomatin.

## Werdegang
Nada Kruger schloss 1981 einen Bachelor ab und schloss daran noch ein Postgraduiertendiplom in Übersetzen an, was sie 1982 abschloss.
Ab 1. Januar 1984  arbeitete sie in der Abteilung für staatliche Bildung in Windhoek als Sprachpraktikerin. Am 1. Mai 1985 wurde sie zur Mitarbeiterin der „Akademie für Hochschulbildung“ und ab 1. Januar 1987 war sie Beauftragte für Forschung und Veröffentlichungen im Forschungsbüro der Akademie für Hochschulbildung. Im Juni 1993 wurde sie Büroleiterin des multidisziplinären Forschungszentrums der Universität von Namibia in Windhoek. Im Mai 1994 wurde sie zur Büroleiterin des Ecumenical Institute for Namibia, ebenfalls an der Universität von Namibia.
Am 1. Januar 1995 wurde sie zur Beauftragten für Außenbeziehungen am namibischen Außenministerium. Von 2000 bis 2005 war sie erste Botschaftssekretärin an der namibischen Botschaft in Wien und bei der Ständigen Vertretung Namibias bei den Vereinten Nationen in Wien.
Am 1. Dezember 2007 wurde sie zur Hauptbeauftragten für internationale Beziehungen am Außenministerium in Windhoek. Von 2008 bis 2011 war sie erste Sekretärin bei der namibischen Botschaft in Schweden. 2014 und 2015 war sie erste Sekretärin an der Ständigen Vertretung Namibias bei den Vereinten Nationen in Genf. Von 2015 bis 2018 war sie Abteilungsleiterin der Abteilung für Südafrika am Außenministerium.
Vom 19. März 2019 bis 2023 war sie namibische Botschafterin in Österreich. Kruger war außerdem Ständige Vertreterin bei den Vereinten Nationen in Wien, bei der CBTO und bei der IAEA.

## Privates
Nada Kruger ist verheiratet und spricht neben Englisch und Afrikaans auch Deutsch und Französisch.